# Норвежский серый элкхунд
Норве́жский серый элкхунд (норв. norsk elghund grå) — порода собак, преимущественно охотничья.
Норвежский элкхунд — национальная порода Норвегии, известная на протяжении веков. Элкхунда использовали в охоте на лося, что подтверждает его название — в переводе с норвежского elghund означает «лосиная собака». У норвежского элкхунда обычная для лайки тактика — выследив и загнав зверя, он увертывается от атак и, облаивая лося, держит его до прихода охотника. Кроме того, норвежских элкхаундов применяют для охоты на крупного зверя (на рысь, волка, медведя), а также на мелкую дичь (как ретривера). Впервые порода норвежский элкхаунд была представлена на выставке Норвежского охотничьего общества в 1877 году.
Норвежский элкхунд — компактная собака квадратного формата, пропорционального сложения. Высота в холке 46—51 см, вес около 20 кг. Голова норвежского элкхунда широкая, лоб округлый, переход к морде неглубокий. Уши стоячие, острые, небольшие. Грудь норвежского элкхунда широкая, объемная. Поясница крепкая. Хвост норвежского элкхунда посажен высоко, закинут на спину кольцом. Шерсть норвежского элкхунда плотная, густая с мягким подшерстком, на груди и вокруг шеи — пышный воротник. Окрас норвежского элкхунда: остевой волос серого цвета с черными кончиками, подшерсток — светло-серый.
Норвежский элкхунд — жизнерадостная, дружелюбная собака, подходит для жизни в семье. Охраняет дом хозяина и прекрасно ладит с детьми. Энергичный элкхунд обладает независимым нравом и чувством собственного достоинства. Для него подойдет ласковое, но твердое обращение. Благодаря густой, обильной шерсти норвежский элкхунд защищен от любого ненастья и прекрасно смотрится на выставочном ринге.